# Hoseo
Hoseo (호서?, 湖西?, HosŏMR; [ho.sʌ]) è una regione della Corea del Sud che comprende le province del Chungcheong Meridionale e del Chungcheong Settentrionale.
Il termine significa letteralmente "a ovest del lago", un probabile riferimento alla riserva idrica Uirimji a Jecheon. Risale almeno al XVII secolo, quando il funzionario Heo Mok (1595-1682) scrisse, in un diario di viaggio intitolato Gieon, che "il confine originale tra Yeongseo [nel Gangwon] e Hoseo era un grande stagno, ed è a causa di questo stagno che la città oltre Jecheon si chiamava Hoseo”. Successivamente appare nel resoconto storico Yeollyeosilgisul compilato dallo studioso Lee Geung-ik (1736-1806) insieme a Honam. "Hoseo" non è una parola particolarmente usata all'infuori del territorio che occupa, apparendo solo in alcuni nomi; generalmente si preferisce usare "Chungcheong" al suo posto.